# دجاج جا نوا

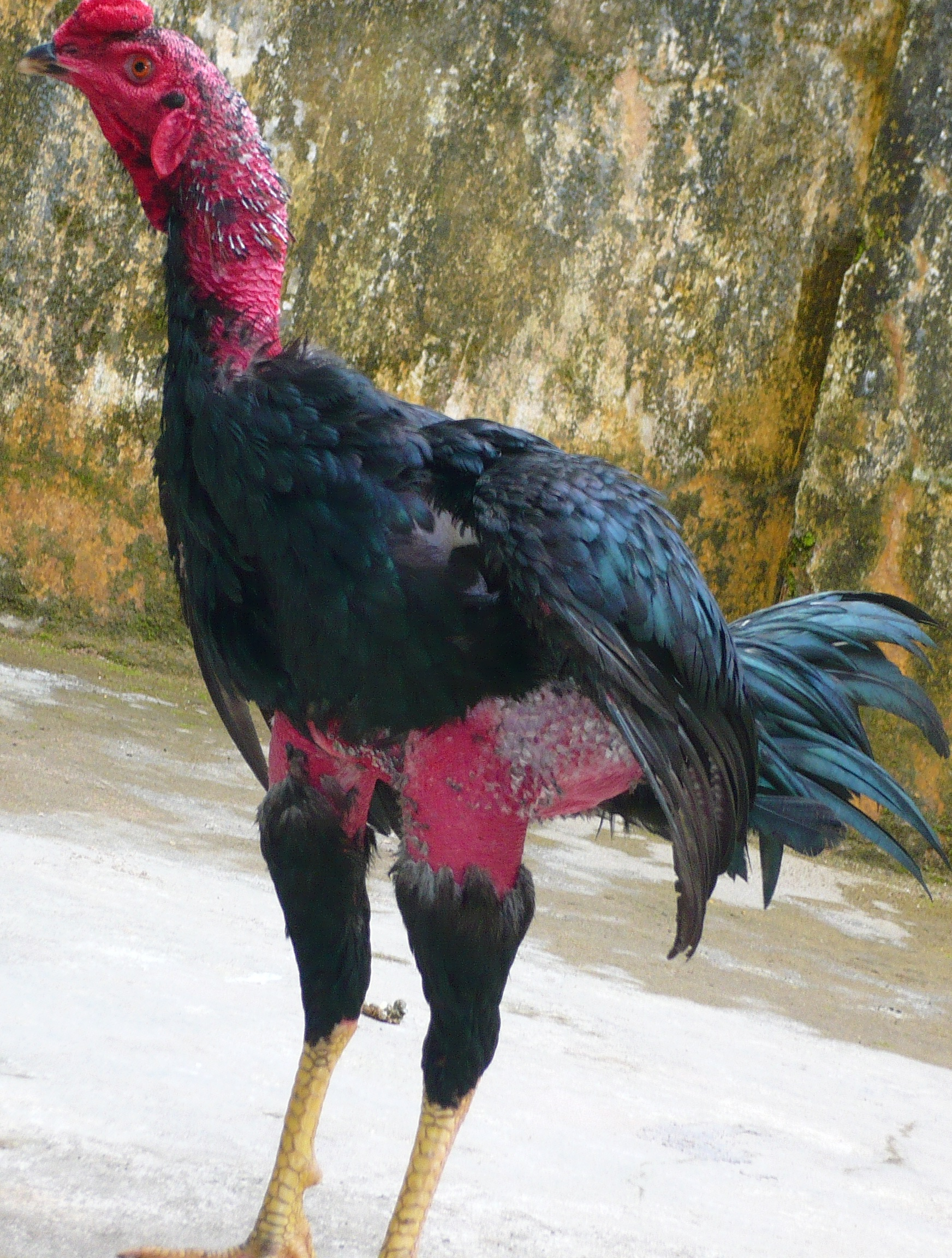

دجاج جا نوا أو غانوي (بالإنجليزية: Ga Noi)، بالحرف اللاتيني تكتب Ga Noi، أو Ganoi. يستخدم في حلبات مصارعة الديكة، وهو سلالة من نوع مصارعة الديوك، تتميز بجسم مستقيم ورشيق ومزاج عدواني. يوجد دجاج جا نوا في عدة ألوان متنوعة من الريش الانيق والمنظم، وهناك مجموعة أخرى تشبه دجاج ذات البيوض الكبيره وليست صغيره وتعتبر سلالة جا نوا سلالة صلبة وقوية.
الجا نوي هو واحد من 3 دجاجات رئيسية المتواجدة في الفيتنام. ويستخدمها البعض في حلبات مصارعة الديكة إلى جانب جا تري وجا رانغ.

## وصلات خارجية متعلقة بدجاج جا نوا
- ganoi.com نسخة محفوظة 29 يونيو 2020 على موقع واي باك مشين.
- Ga Noi at feathersite